# 1180-1189
De jaren 1180-1189 (van de christelijke jaartelling) zijn een decennium in de 12e eeuw.

## Belangrijke gebeurtenissen

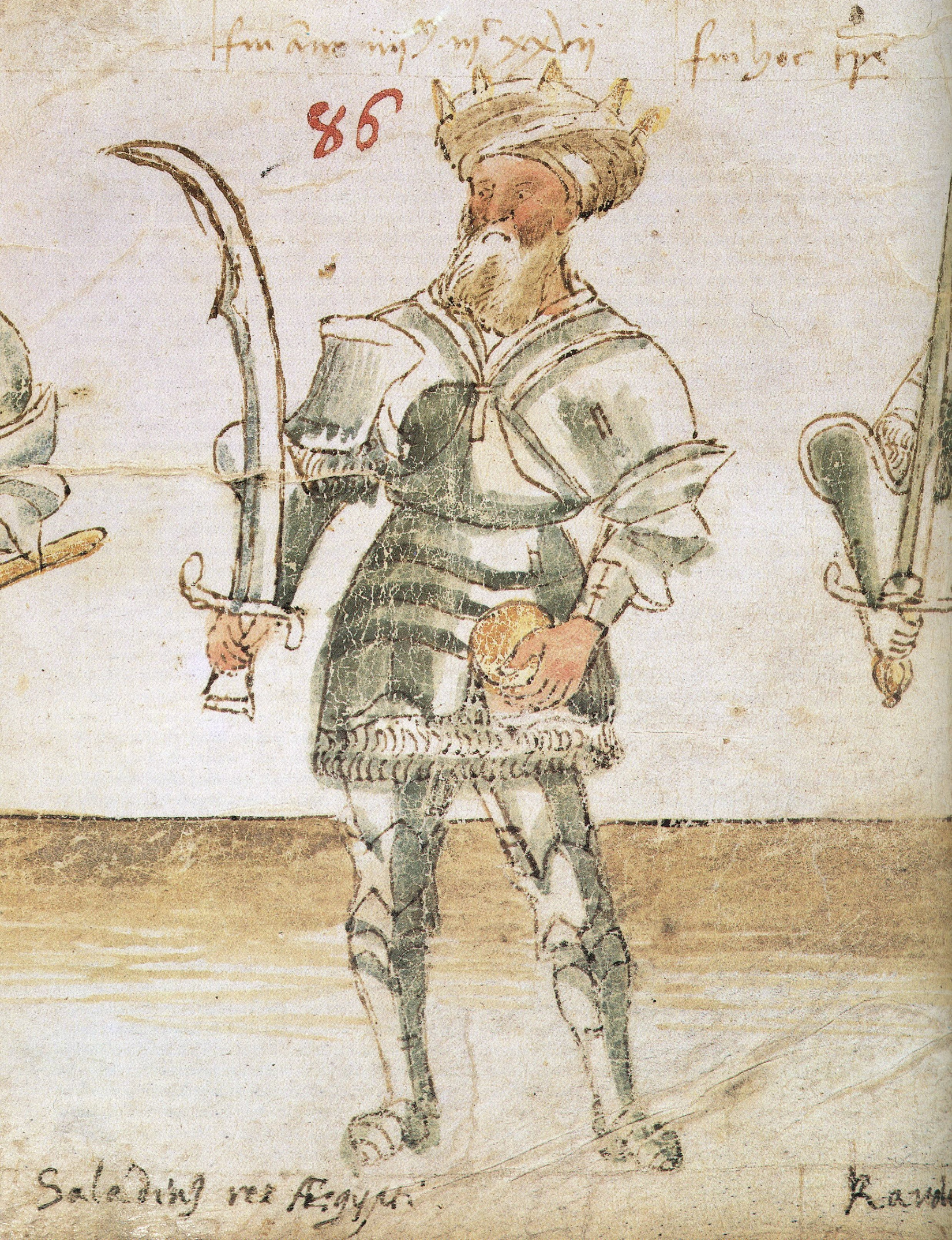
Saladin verovert Jeruzalem in 1187

- Supernova in het sterrenbeeld Cassiopeia wordt waargenomen door Chinese en Japanse astronomen.

### Europa
- 1180 : Eerste sejm (Pools parlement) vindt plaats in Łęczyca.
- 1180 : Hendrik de Leeuw, hertog van Beieren en Saksen, wordt door de keizer afgezet en verbannen. Keizer Frederik I Barbarossa creëert het hertogdom Westfalen en het hertogdom Stiermarken en duidt Otto van Wittelsbach aan als nieuwe hertog van Beieren.
- Na de val van Hendrik de Leeuw in 1180, bemachtigt Denemarken heel wat gebieden in noordelijk Duitsland en aan de zuidkust van de Oostzee.
- 1182 : Filips II verbant alle joden uit Parijs en confisqueert hun goederen
- 1183 : Vrede van Konstanz bevestigt het Verdrag van Venetië, een vredesverdrag tussen keizer Frederik I Barbarossa en de Lombardische Liga.

#### Lage Landen
- 1183 : Landgraaf Hendrik van Leuven wordt de eerste Hertog van Brabant. In 1184 sticht hij 's-Hertogenbosch.
- De goede verstandhouding tussen Holland en Kleef wordt bezegeld met twee huwelijken tussen beide gravenhuizen: in 1182

trouwt Diederik V van Kleef met Margaretha, dochter van graaf Floris III van Holland, en in 1186 vindt de verbintenis plaats tussen Aleid van Kleef en Dirk VII van Holland.

### Byzantijnse Rijk
- 1180 : Keizer Manuel I Komnenos sterft, zijn weduwe Maria van Antiochië neemt het regentschap waar over haar elfjarige zoon Alexios II Komnenos.
- 1182 : Andronikos I Komnenos pleegt een staatsgreep en laat de Latijnen in Constantinopel vermoorden.
- 1183 : Andronikos laat Alexios II vermoorden en huwt met zijn weduwe Agnes van Frankrijk.
- 1185 : Plundering van Thessalonica. Willem II van Sicilië valt Byzantium aan.
- 1185 : Andronikos wordt door de bevolking vermoord, Isaäk II Angelos neemt de macht over en sticht de dynastie van de Angeloi.
- 1188 : Ivan Asen I sticht het Tweede Bulgaarse Rijk.

### Levant
- 1185 : Boudewijn IV van Jeruzalem sterft, de zoon van zijn zus Sibylla, Boudewijn V volgt hem op.
- 1186 : Boudewijn V sterft, zijn moeder volgt hem op. Sibylla huwt met Guy van Lusignan.
- 1186 : Reinoud van Châtillon plundert een grote karavaan uit Caïro.
- 1187 : Slag bij Hattin. Saladin hakt het kruisvaarders leger in de pan, Reinoud van Châtillon wordt geëxecuteerd.
- 1187 : Saladin verovert Jeruzalem.
- 1188 : Paus Clemens III roept op voor een Derde Kruistocht.
- 1189 : Keizer Frederik I Barbarossa, Richard I van Engeland en Filips II van Frankrijk nemen deel.
- 1189 : De Derde Kruistocht begint met het Beleg van Akko.

### Christendom
- 1184 : Concilie van Verona. Paus Lucius III roept op tot een streng optreden tegen ketters.
- In 1185-1186 sticht Meinhard van Segeberg de eerste rooms-katholieke kerk in het gebied van de heidense Lijven, aan de benedenloop van de Westelijke Dvina. In 1188 wordt hij door paus Clemens III bevestigd als bisschop van het nieuwe bisdom Lijfland.

## Kunst en cultuur

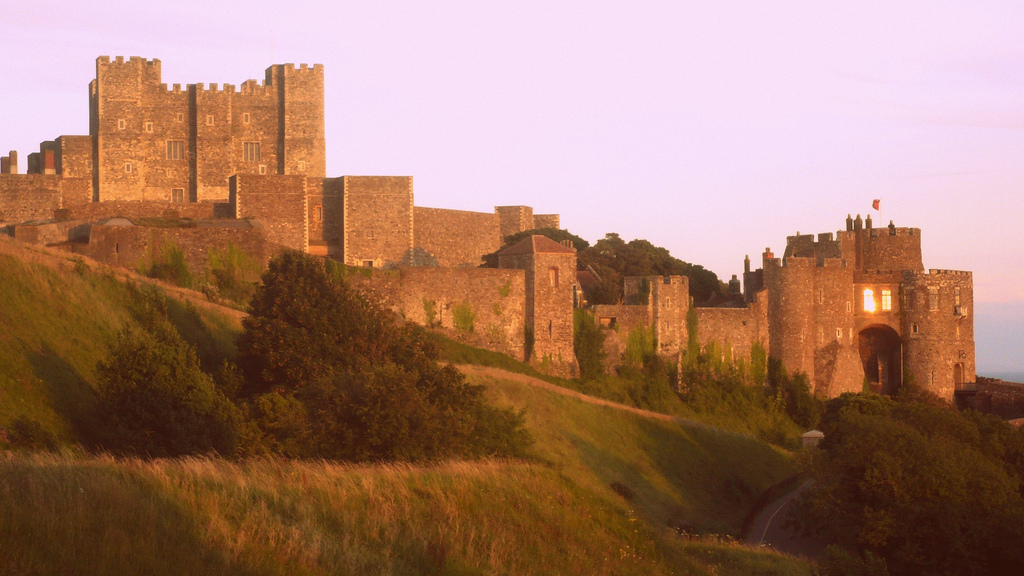
Dover Castle

### Architectuur
- Dover Castle

### Publicatie
- De Deense historicus Saxo Grammaticus schrijft de Gesta Danorum.

### Muziek
- Magnus liber organi van Leoninus.

<< · 1180 · 1181 · 1182 · 1183 · 1184 · 1185 · 1186 · 1187 · 1188 · 1189 · >>
<< · 1100-1109 · 1110-1119 · 1120-1129 · 1130-1139 · 1140-1149 · 1150-1159 · 1160-1169 · 1170-1179 · 1180-1189 · 1190-1199 · >>